# Scuola Superiore dell'Amministrazione dell'Interno
La Scuola Superiore dell'Amministrazione dell'Interno (in acronimo SSAI) era un'istituzione italiana di alta formazione e aggiornamento dei funzionari della carriera prefettizia, dei dirigenti e del personale contrattualizzato del Ministero dell'interno.
La sua sede era nel comune di Roma e dipendeva interamente dal Ministero dell'Interno. Il direttore dell'istituzione era un prefetto della Repubblica. Nel 2014 è stata soppressa e le sue funzioni sono state attribuite alla Scuola Nazionale dell'Amministrazione. La struttura è tuttora di proprietà del Ministero dell'Interno, che la gestisce in accordo con la Scuola Nazionale di Amministrazione tramite il proprio Dipartimento per le Politiche del Personale dell'Amministrazione Civile e per le Risorse Strumentali e Finanziarie.

## Storia
La Scuola Superiore dell'Amministrazione dell'Interno venne istituita il 10 settembre 1980, con decreto ministeriale, per formare e aggiornare il personale del Ministero dell'Interno e di varie amministrazioni pubbliche italiane e straniere. Si occupava anche di questioni a carattere locale e legate alla gestione del territorio. Dal 2010 aveva assunto anche le competenze della Direzione Centrale per la Documentazione e la Statistica del Ministero dell'interno, e con esse «compiti di analisi e ricerca su tematiche socio-economiche emergenti».
Nel logo della Scuola erano raffigurate cinque torri simboleggianti cinque comuni italiani. Ciò faceva riferimento al carattere territoriale del Ministero dell'Interno e soprattutto alle Prefetture, il cui personale era formato appunto da detta Scuola. Infatti, per i consiglieri di prefettura e i vice-prefetti è obbligatorio, dopo la nomina, seguire rispettivamente il corso di formazione ed il corso di accesso alla qualifica superiore, che continuano ad essere tenuti nella sede storica della ex-SSAI, oggi denominata Sede didattico-residenziale.
Il 24 maggio 2013, «al fine di ottimizzare l'allocazione delle risorse e migliorare la qualità delle attività formative dei dirigenti e dei funzionari pubblici, garantendone l'eccellenza e l'interdisciplinarità», la SSAI fu inserita nel «Sistema Unico del reclutamento e della formazione pubblica» insieme alla Scuola nazionale dell'amministrazione», l'istituto diplomatico «Mario Toscano», la Scuola superiore dell'Economia e delle Finanze, il Centro di formazione della difesa, la Scuola superiore di statistica e di analisi sociali ed economiche. Dopo l'emanazione del decreto legislativo 24 giugno 2014, n. 90 la SSAI è stata trasformata con una serie di regolamenti interni nell'odierna Sede didattico-residenziale, la cui struttura continua ad essere parte del Ministero dell'interno, e precisamente del Dipartimento per le politiche del personale e dell'Amministrazione civile e per le risorse strumentali e finanziarie, così come risulta dal sito stesso della Sede, che è denominato "Cultura professionale". Tale Sede è, in continuazione dell'attività formativa della ex-SSAI, l'attuale centro di formazione del personale dell'Amministrazione civile dell'Interno.

## Compiti e funzioni
La ex-Scuola Superiore dell'Amministrazione dell'Interno formava in particolare i consiglieri di prefettura e i vice-prefetti. Tale funzione è oggi svolta dalla Sede didattico-residenziale del Ministero dell'interno. Ugualmente dicasi per i corsi per segretari comunali e segretari generali delle comunità montane. L'odierna Sede didattico-residenziale ospita anche attività formative organizzate dalla Scuola Nazionale di Amministrazione (SNA), con la quale è chiamata a collaborare. In tale veste ha formato i funzionari membri delle attuali Commissioni Territoriali per il riconoscimento della protezione internazionale, quale personale altamente qualificato per l’esercizio di funzioni di carattere specialistico.
L'odierna Sede didattico-residenziale ospita inoltre il Centro Alti Studi del Ministero dell'Interno (CASMI), istituito dal decreto legge del 4 ottobre 2018.

## Attività formative
Oltre ai suddetti corsi specifici e obbligatori, la ex-SSAI teneva vari seminari e corsi di aggiornamento. Questi sono esempi di corsi tenuti nel 2011, secondo il «15º Rapporto Sulla Formazione Nella Pubblica Amministrazione», documento che lo stesso organismo ha prodotto.
- Seminario su «Il nuovo processo amministrativo»
- Seminario su «Finanza pubblica»
- Seminario su «Depenalizzazione»
- Seminario su «Trasformazioni sociali e governance multilivello»
- Seminario su «La cultura organizzativa della nuova Pubblica Amministrazione»
- Seminario su «L'Amministrazione territoriale condivisa»
- Seminario su «15º censimento della popolazione e l'uso delle liste anagrafiche»
- Seminario su «La comunicazione istituzionale da funzione burocratica a dialogo coi cittadini»

Da notare anche la presenza di corsi che fanno parte del programma europeo «Leonardo da Vinci – Transfer of Innovation in Methodologies for European Officials». svolti in e-learning, cioè a distanza, come:
- Elementi di base per la gestione delle crisi sociali europee con impatto transnazionale
- Controlli di frontiera in Area Schengen
- Inclusione attiva delle donne migranti
- La protezione internazionale nell'UE: sviluppi attuali del diritto di asilo

## Struttura
La sede storica, tuttora utilizzata, fa parte di un terreno di diciotto ettari nelle vicinanze delle rovine della città etrusca di Veio. Tra i vari spazi di cui i frequentanti possono usufruire, oltre ai servizi di ristorazione, si notano duecento posti letto, un eliporto e impianti sportivi comprendenti sei campi da tennis, un campo di calcetto, una piscina interna ed una esterna, ed una palestra. Presenta poi un'aula magna da seicento posti con cabine per la traduzione simultanea, dieci aule didattiche e un'aula informatica..